# Bernhard Gombert

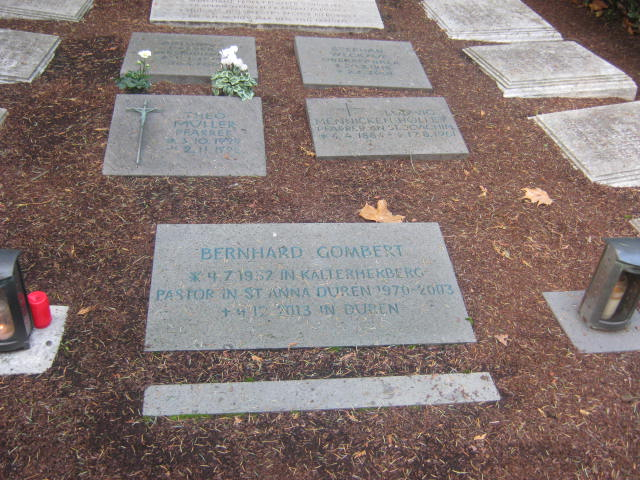
Das Priestergrab auf dem Friedhof Düren-Ost 2018

Bernhard Gombert (* 4. Juli 1932 in Kalterherberg; † 4. Dezember 2013 in Düren) war ein katholischer Pfarrer.

## Leben
Gombert studierte an der Universität Bonn Theologie. Danach folgte das Priesterseminar in Aachen. Nach seinem Studium wurde er 1960 im Aachener Dom von Bischof Johannes Pohlschneider zum Priester geweiht. Danach war er sieben Jahre Kaplan in der Pfarre St. Josef in Aachen und zwei Jahre in St. Bonifatius in Düren. Zu dieser Zeit war er schon sehr jugendorientiert, indem er mit der Jugend zum Freibad nach Kreuzau fuhr. Er fuhr dabei ein Rennrad und war mit einem Trainingsanzug gekleidet, was damals sehr ungewöhnlich war. Mit der Jugend gründete er den Vennwanderclub. Regelmäßig fuhr er in seine Eifeler Heimat, um dort zu wandern. Nach den beiden Kaplanstellen im Bistum Aachen wurde er ab Dezember 1969 für 33 Jahre Pfarrer von St. Anna und somit Stadtpfarrer. In dieser Zeit war er 16 Jahre lang Dechant des Dekanates.

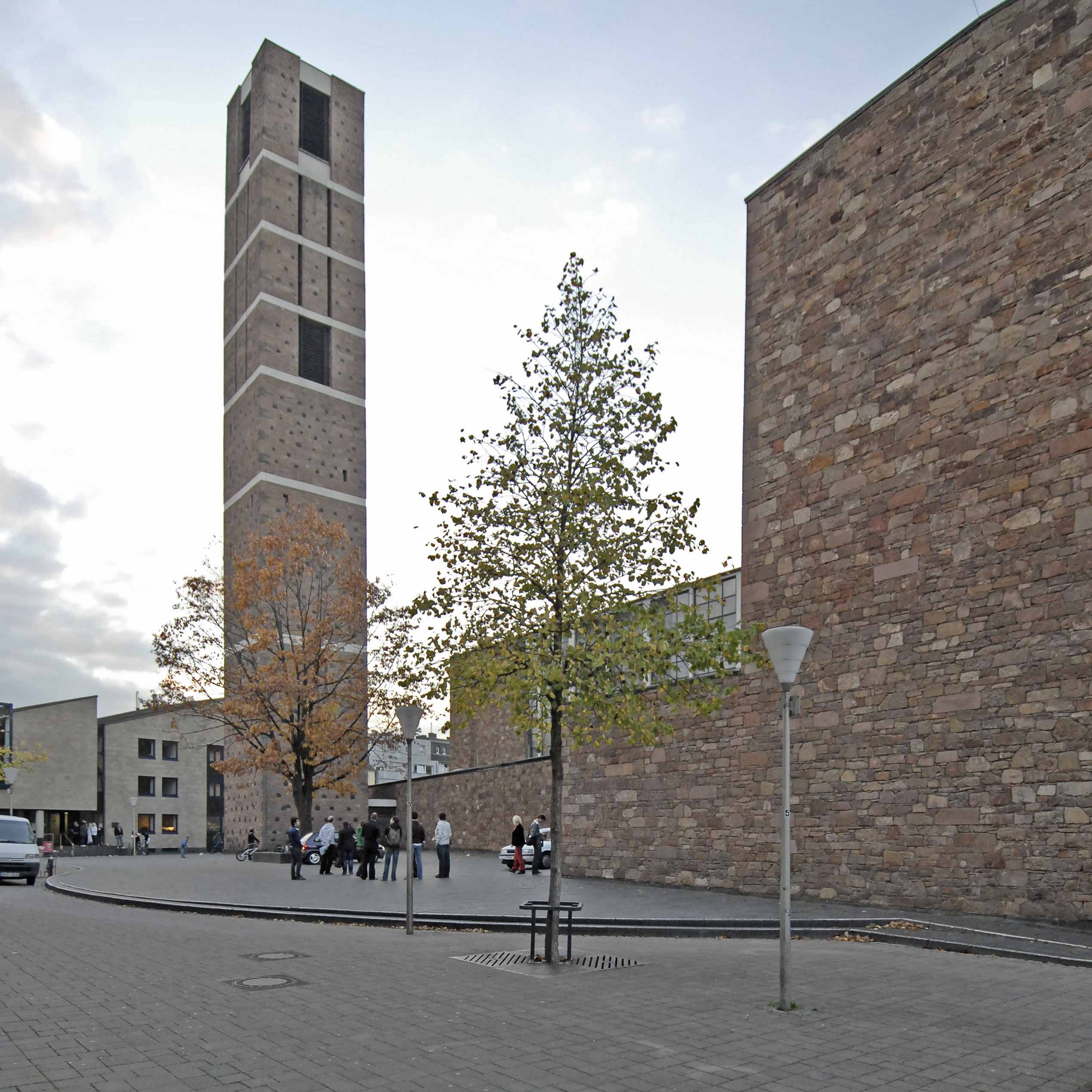
Die Annakirche

Nachdem er in den Ruhestand gegangen war, war er von 2003 bis 2013 Subsidiar in der Pfarre Schlich.
Unter anderem hat Bernhard Gombert sich für den Neubau von Seniorenheim und Papst-Johannes-Haus eingesetzt und auch für die Erweiterung des Kindergartens St. Anna gesorgt. Zwei Stiftungen tragen Bernhard Gomberts Namen: Die Pfarrer-Gombert-Stiftung in Schlich uinterstützt seelsorgerische Maßnahmen in Schlich und die „Dechant-Gombert-Stiftung“ in Düren hat die frühere Pfarrgemeinde St. Anna (heute GDG St. Lukas) fest im Blick. Auch die „Stiftung für Kinder- und Jugendmusik“ ist auf Gomberts Initiative entstanden. Er stieß auch Hilfsprojekte in Bolivien an, unter anderem das Kinderheim Poconas.
Dechant Bernhard Gombert wurde am 10. Dezember 2013 in der Priestergrabstätte auf dem Neuen Friedhof Düren-Ost begraben.

## Auszeichnungen
- 1981 wurde Gombert Ehrenoffizier der Dürener Prinzengarde.
- Der Stadtrat Düren hat im März 2018 beschlossen, einen Teil der Straße Höfchen wegen seiner Verdienste in Pastor-Gombert-Straße umzubenennen.[1]

## Werke
- 50 Jahre neue Annakirche als Mitherausgeber, 2008, ISBN 978-3-927312-78-4